# 幸运 (布兰妮·斯皮尔斯歌曲)
《幸運》（英语：Lucky），是美国女歌手布蘭妮·斯皮爾斯的一首歌曲，收录于布兰妮的第2张录音室专辑《愛的再告白》中。歌曲于2000年8月8日作为专辑的第2支单曲发行。布兰妮在瑞典遇见制作人马克斯·马丁和拉米·雅各布后，布兰妮录制了大量的歌曲，其中包括《幸運》。《幸運》是一首青少年流行乐和舞蹈流行乐，歌词描述了一位叫“幸運”的流行巨星看似拥有一切–名气、财富、美貌，但内心仍然孤独。歌曲获得了乐评的好评，乐评称赞歌曲的旋律及节奏甜美、抓耳，并指出歌曲中的“幸運”事实上就是布兰妮本人。
《幸運》取得了全球性的商业成功，在奥地利、欧洲、瑞典和瑞士单曲榜成功夺冠，并在许多欧洲国家进入了前十名。在英国，歌曲获得了第5名，成为布兰妮在英国第10畅销的单曲，已获得225,000份的销量。歌曲的音乐录像带由Dave Meyers导演，音乐录像带中布兰妮同时扮演本人和一位电影明星“幸運”。布兰妮曾多次现场表演了歌曲，其中包括自己的两次巡回演唱会。歌手泰勒·斯威夫特于2011年曾在她的爱的告白世界巡回演唱会翻唱歌曲。

## 曲目列表
| - CD单曲 1. 《幸運》 – 3:27 2. 《Heart》 – 3:03 3. 《幸運》 [Jack D. Elliot电台混音版] – 3:28 - 日本CD单曲 1. 《幸運》 – 3:29 2. 《幸運》 [Jack D. Elliot电台混音版] – 3:30 3. 《愛的再告白》 [Ospina's Crossover混音版] – 3:18 4. 《愛的再告白》 [Riprock 'n' Alex G. Oops! We Remixed Again!] – 3:54 | - 12英寸黑胶唱片 1. 《幸運》 [Jack D. Elliot Club混音版] – 6:42 2. 《幸運》 [专辑版] – 3:25 3. 《幸運》 [Jack D. Elliot电台混音版] – 3:27 4. 《幸運》 [Riprock 'n' Alex G. Extended Club混音版] – 7:16 5. 《幸運》 [Jason Nevins表演剪辑混音版] – 5:51 - 《妮裳十年-冠军全纪录》 盒装单曲 1. 《幸運》 – 3:24 2. 《Heart》 – 3:00 |

## 榜单成绩
| 榜单                                     | 最高排位 |
| ---------------------------------------- | -------- |
| 澳大利亚（澳大利亚唱片业协会單曲榜）     | 3        |
| 奥地利（Ö3四十强单曲榜）                 | 1        |
| 比利时佛兰德（Ultratop五十强单曲榜）     | 9        |
| 比利时瓦隆（Ultratop五十强单曲榜）       | 10       |
| 加拿大RPM单曲榜                          | 2        |
| 丹麦告示牌单曲榜                         | 8        |
| 歐洲（European Hot 100）                 | 1        |
| 芬兰（芬蘭官方單曲榜）                   | 15       |
| 法国（法國唱片出版業公會單曲榜）         | 16       |
| 德国（德國官方單曲榜）                   | 1        |
| 愛爾蘭（愛爾蘭唱片音樂協會单曲榜）       | 2        |
| 意大利（意大利音乐产业联盟单曲榜）       | 8        |
| 荷兰（荷蘭四十強單曲榜）                 | 4        |
| 新西兰（新西兰唱片音乐协会单曲榜）       | 4        |
| 挪威（世道單曲榜）                       | 5        |
| South Korea International Singles (Gaon) | 57       |
| 西班牙（西班牙音樂製作協會）             | 12       |
| 瑞典（瑞典最熱榜）                       | 1        |
| 瑞士（瑞士热门音乐榜）                   | 1        |
| 英國（官方榜单公司單曲榜）               | 5        |
| 美国（《告示牌》百大單曲榜）             | 23       |
| 美國（《告示牌》Pop Airplay）            | 9        |

| 榜单 (2000年)             | 成绩 |
| ------------------------- | ---- |
| Australian Singles Chart  | 29   |
| Austrian Singles Chart    | 9    |
| French Singles Chart      | 100  |
| German Singles Chart      | 10   |
| New Zealand Singles Chart | 35   |
| Swedish Singles Chart     | 8    |
| Swiss Singles Chart       | 25   |

## 销售认证
| 地區                               | 认证 | 认证单位/销量 |
| ---------------------------------- | ---- | ------------- |
| 澳大利亚（澳大利亚唱片业协会）     | 白金 | 70,000^       |
| 奥地利（國際唱片業協會奧地利分會） | 金   | 25,000*       |
| 德国（聯邦音樂產業協會）           | 金   | 250,000^      |
| 新西兰（新西兰唱片音乐协会）       | 白金 | 10,000*       |
| 瑞典（瑞典唱片業協會）             | 白金 | 30,000^       |
| 英国（英国唱片业协会）             | 银   | 200,000^      |
| ^僅含認證的出貨量                  |      |               |